# Rivière du Mât
Pour les articles homonymes, voir Rivière du Mât (rhum).
La rivière du Mât est une rivière et un fleuve côtier du nord-est de l'île de La Réunion, département d'outre-mer français dans le sud-ouest de l'océan Indien. Son nom viendrait d'un bateau qui se serait échouer dans son embouchure lors des premiers temps de la colonisation de l'île. Son mât était alors visible depuis le large de l'île.

## Géographie

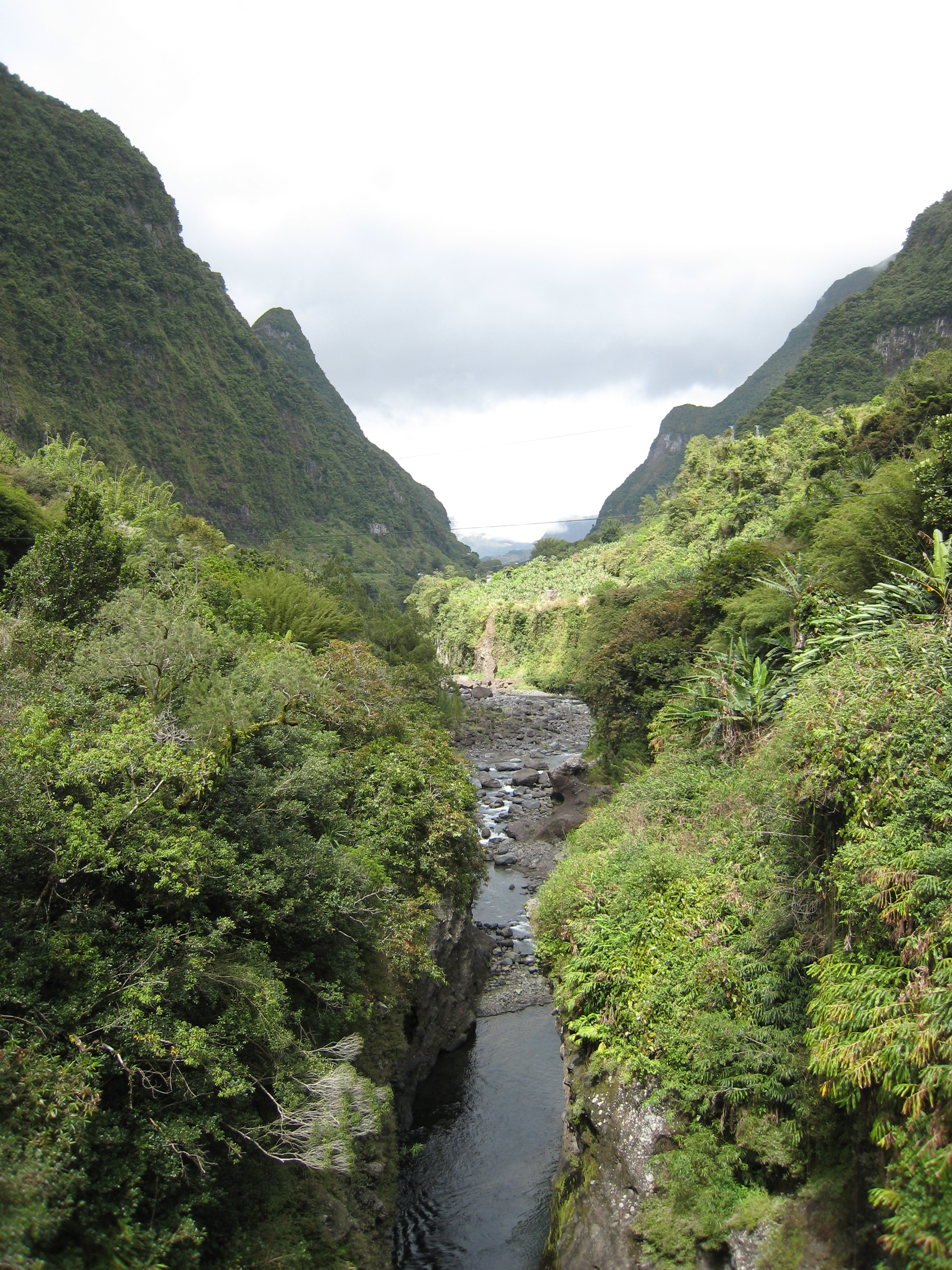
Vue amont de la rivière du Mât depuis le pont de la route départementale 48 à la Réunion

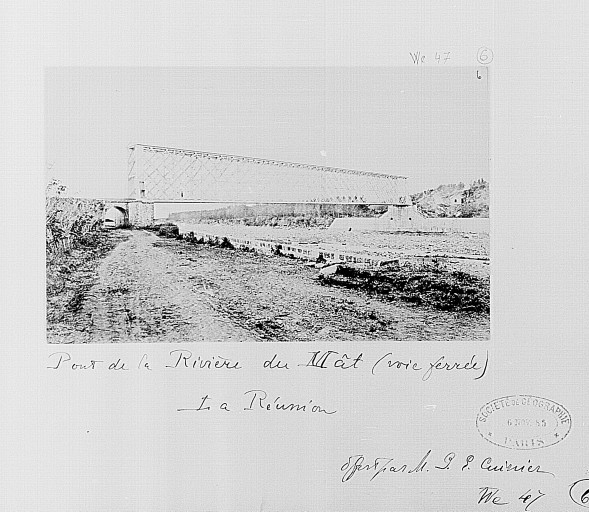
Un pont ferroviaire sur la rivière du Mât avant 1885.

Elle prend sa source sur les pentes du Piton des Neiges (3 070 m) vers 2 900 m d'altitude et coule d'abord en direction du nord-est, recevant sur sa rive gauche la rivière Fleurs Jaunes en aval de Salazie.
De 34,1 km de longueur, elle sépare l'un de l'autre les territoires communaux de Saint-André et Bras-Panon, respectivement situés au nord et au sud du cours d'eau dont le cours s'infléchit vers l'est.

### Communes et cantons traversées
La rivière du Mât traverse les trois communes suivantes de Salazie (source), Bras-Panon et Saint-André.
Soit en termes de cantons, la rivière du mat prend source et conflue dans le même canton de Saint-André-3, dans l'arrondissement de Saint-Benoit.

## Affluents
La rivière du Mât n'a pas d'affluent référencé. Pourtant sont bien référencées dans la zone hydrographique du cours moyen de la rivière du Mât (4021) :
- la Ravine Fleurs Jaunes (rg[note 1]), 1 km sur la seule commune de Salazie[5] ainsi que :
- Bras des Lianes (rd), 12 km sur les deux communes de Bras-Panon et Saint-André[6].
- Bras de Caverne (rd), 14,2 km sur les quatre communes de Saint-Benoît, Salazie, Bras-Panon et Saint-André[6].

### Rang de Strahler
Son rang de Strahler est donc de deux.

## Hydrologie

### La rivière du Mât à Salazie
La rivière du Mât a été observée à Salazie à 260 m d'altitude pour un bassin versant de 90,8 km2. Son module y est de 5,61 m3/s.

### Étiage ou basses eaux
À l'étiage, c'est-à-dire aux basses eaux, le VCN3, ou débit minimal du cours d'eau enregistré pendant trois jours consécutifs sur un mois, en cas de quinquennale sèche s'établit à 1,500 m3/s, ce qui reste très confortable,.

### Crues
Sur cette période d'observation, le débit journalier maximal a été observé le 12 février 1987 pour 280,0 m3/s. Le débit instantané maximal a été observé le 1er juin 2015 avec 23,10 m3/s en même temps que la hauteur maximale instantanée de 342 cm soit 3,42 m.
Le QIX 2 est de 160 m3/s, le QIX 5 est 290 m3/s, le QIX 10 est de 370 m3/s et le QIX 20 est de 450 m3/s. La période d'observation de seulement 35 ans n'a pas permis le calcul du QIX 50.

### Lame d'eau et débit spécifique
La lame d'eau écoulée dans ce bassin versant de la rivière est de 1 960 millimètres annuellement, ce qui est plus de six fois au-dessus de la moyenne en France, à 300 mm/an. Le débit spécifique (Qsp) atteint 61,7 litres par seconde et par kilomètre carré de bassin.

## Aménagements et écologie
L'embouchure de la rivière est un lieu réputé de pêche aux bichiques.

## Notoriété
En référence au cours d'eau, le groupe Groupe Quartier Français a appelé Rivière du Mât sa marque de rhums.